# 8581 Johnen
8581 Johnen (1996 YO2) là một tiểu hành tinh vành đai chính được phát hiện ngày 28 tháng 12 năm 1996 bởi N. Sato ở Chichibu.